# 9751 Kadota
9751 Kadota este un asteroid din centura principală de asteroizi.

## Descriere
9751 Kadota este un asteroid din centura principală de asteroizi. A fost descoperit pe 20 august 1990 la Geisei de Tsutomu Seki. El prezintă o orbită caracterizată de o semiaxă mare de 2,43 ua, o excentricitate de 0,18 și o înclinație de 2,8° în raport cu ecliptica.